# Cinema. Festa internazionale di Roma 2007
La 2ª edizione di Cinema. Festa internazionale di Roma si è tenuta a Roma dal 18 al 27 ottobre 2007.

## Sezioni

### Première
- Across the Universe, regia di Julie Taymor (Stati Uniti d'America)
- Elizabeth: The Golden Age, regia di Shekhar Kapur (Gran Bretagna)
- Giorni e nuvole, regia di Silvio Soldini (Italia, Svizzera)
- Into the Wild - Nelle terre selvagge, regia di Sean Penn (Stati Uniti)
- La terza madre, regia di Dario Argento (Italia)
- Noise, regia di Henry Bean (Stati Uniti)
- Rendition - Detenzione illegale, regia di Gavin Hood (Stati Uniti)
- Seta, regia di François Girard (Canada, Italia, Giappone)
- The Dukes, regia di Robert Davi (Stati Uniti)
- Noi due sconosciuti (Things We Lost in the Fire), regia di Susanne Bier (Stati Uniti)
- Un'altra giovinezza (Youth Without Youth), regia di Francis Ford Coppola (Romania, Francia, Italia)

### Cinema 2007

#### Concorso
- Barcelona, un mapa, regia di Ventura Pons (Spagna)
- Caótica Ana, regia di Julio Medem (Spagna)
- Ce que mes yeux ont vu, regia di Laurent de Bartillat (Francia)
- Il passato (El pasado), regia di Héctor Babenco (Argentina, Brasile)
- Fugitive Pieces, regia di Jeremy Podeswa (Canada, Grecia)
- Hafez, regia di Abolfazl Jalili (Iran, Giappone)
- Juno, regia di Jason Reitman (Stati Uniti)
- L'amore nascosto, regia di Alessandro Capone (Lussemburgo, Italia, Belgio)
- L'uomo privato, regia di Emidio Greco (Italia)
- La giusta distanza, regia di Carlo Mazzacurati (Italia)
- Le deuxième souffle, regia di Alain Corneau (Francia)
- Li Chun, regia di Chang Wei Gu (Cina)
- Mongol, regia di Sergei Bodrov (Kazakistan, Russia, Germania)
- Reservation Road, regia di Terry George (Stati Uniti)

#### Fuori concorso
- Anna Magnani, lupa romana, regia di Gilles Jacob (Francia)
- Onora il padre e la madre (Before the Devil Knows You're Dead), regia di Sidney Lumet (Stati Uniti)
- Chacun son cinéma, regia di AA. VV. (Francia)
- L'abbuffata, regia di Mimmo Calopresti (Italia)
- La recta provincia, regia di Raoul Ruiz (Cile, Francia)
- Liebesleben, regia di Maria Schrader (Israele, Germania)
- Leoni per agnelli (Lions for Lambs), regia di Robert Redford (Stati Uniti)
- No Smoking, regia di Anurag Kashyap (India)
- Peur(s) du noir - Paure del buio (Peur(s) du noir), regia di Christian Hincker, Charles Burns, Marie Caillou, Pierre di Sciullo, Richard Mc Guire, Lorenzo Mattotti (Francia)

### Extra

#### Altre visioni
- Auschwitz 2006, regia di Saverio Costanzo (Italia)
- Börn, regia di Ragnar Bragason (Islanda)
- Clint Eastwood, le franc tireur, regia di Michael Henry Wilson (Francia)
- Donne assassine, regia di Herbert Simone Paragnani (Italia)
- Dr. Plonk, regia di Rolf De Heer (Australia)
- Forbidden Lie$, regia di Anna Broinowski (Australia)
- Foreldrar, regia di Ragnar Bragason (Islanda)
- Heima, regia di Dean DeBlois (Islanda)
- In Prison My Whole Life, regia di Marc Evans (Gran Bretagna)
- La cravate, regia di Alejandro Jodorowsky (Francia, 1957)
- La Position du lion couché, regia di Mary Jimenez (Belgio)
- La sombra del iceberg, regia di Raúl Riebenbauer, Hugo Doménech (Spagna)
- Le pere di Adamo, regia di Guido Chiesa (Italia, Francia, Danimarca, Svizzera)
- Manda Bala, regia di Jason Kohn (Stati Uniti)
- Namibia: The Struggle for Liberation, regia di Charles Burnett (Namibia, Stati Uniti)
- Natural Born Star, regia di Even G. Benestad (Norvegia)
- New Home Movies from the Lower 9th Ward, regia di Jonathan Demme (Stati Uniti)
- Niente è come sembra, regia di Franco Battiato (Italia)
- Parole sante, regia di Ascanio Celestini (Italia)
- Photocall, regia di Alessandro Lunardelli (Italia)
- Pop Skull, regia di Adam Wingard (Stati Uniti)
- Taxi to the Dark Side, regia di Alex Gibney (Stati Uniti)
- The Gates, regia di Antonio Ferrera, Albert e David Maysles, Matthew Prinzing, (Stati Uniti, Finlandia, Canada, Francia, Germania, Australia, Paesi Bassi)
- The King of Kong: A Fistful of Quarters, regia di Seth Gordon (Stati Uniti)
- The Last Lear, regia di Rituparno Ghosh (India)
- The Unforeseen, regia di Laura Dunn (Stati Uniti)
- The Universe of Keith Haring, regia di Christina Clausen (Italia, Francia)
- Trans-Liberanti aka Cuori in catene, regia di Maurizio Iannelli, Marco Penso (Italia)
- War/Dance, regia di Sean Fine, Andrea Nix-Fine (Stati Uniti)
- Wo Ruhuasiyu de Erzi, regia di Cui Zi'en (Cina)
- Zero - Inchiesta sull'11 settembre, regia di Franco Fracassi, Francesco Trento (Italia)

#### Il lavoro dell'attore - Sophia Loren
- La contessa di Hong Kong, regia di Charlie Chaplin (Stati Uniti, 1967)
- Between Strangers, regia di Edoardo Ponti (Canada, Italia, 2002)
- Boccaccio '70, regia di Vittorio De Sica, Federico Fellini, Mario Monicelli, Luchino Visconti (Italia, Francia, 1962)
- Fatto di sangue fra due uomini per causa di una vedova. Si sospettano moventi politici, regia di Lina Wertmüller (Italia, 1978)
- I girasoli, regia di Vittorio De Sica (Italia, Francia, 1970)
- Ieri, oggi, domani, regia di Vittorio De Sica (Italia, Francia, 1963)
- L'oro di Napoli, regia di Vittorio De Sica (Italia, 1954)
- La ciociara, regia di Vittorio De Sica (Italia, Francia, 1960)
- Madame Sans-Gêne, regia di Christian Jaque (Italia, Francia, Spagna, 1961)
- Matrimonio all'italiana, regia di Vittorio De Sica (Italia, Francia, 1964)
- Pane, amore e..., regia di Dino Risi (Italia, Francia, 1955)
- Peccato che sia una canaglia, regia di Alessandro Blasetti (Italia, 1954)
- Una giornata particolare, regia di Ettore Scola (Italia, Canada, 1977)

#### Il lavoro dell'attore - Actor's Studio
- Alice non abita più qui (Alice Doesn't Live Here Anymore), regia di Martin Scorsese (1974)
- Black Like Me, regia di Carl Lerner (1964)
- Coming Apart, regia di Milton Moses Ginsberg (1969)
- Tornando a casa (Coming Home), regia di Hal Ashby (1978)
- Dutchman, regia di Anthony Harvey (1967)
- Una squillo per l'ispettore Klute (Klute), regia di Alan J. Pakula (1971)
- Un uomo da marciapiede (Midnight Cowboy), regia di John Schlesinger (1969)
- La dolce ala della giovinezza (Sweet Bird of Youth), regia di Richard Brooks (1962)
- La caccia (The Chase), regia di Arthur Penn (1966)
- Il laureato (The Graduate), regia di Mike Nichols (1967)
- L'ultimo spettacolo (The Last Picture Show), regia di Peter Bogdanovich (1971)
- Gli spostati (The Misfits), regia di John Huston (1961)
- Panico a Needle Park (The Panic in Needle Park), regia di Jerry Schatzberg (1971)
- L'uomo del banco dei pegni (The Pawnbroker), regia di Sidney Lumet (1964)
- Non torno a casa stasera (The Rain People), regia di Francis Ford Coppola (1969)

#### Programmi speciali
- L'orchestra di piazza Vittorio: I diari del ritorno, regia di Alessandro Rossetto, Leonardo Di Costanzo (Italia)
- Videoarte: Attori / Spettatori, regia di AA. VV. (Italia)

#### Omaggi
- C'era una volta il West, regia di Sergio Leone (Italia, Stati Uniti)
- Ciao Marco, regia di Silvana Palumbieri (Italia)
- Ero il regista più pagato d'Italia, regia di Giuseppe Tornatore (Italia)
- Il furetto di Venezia, regia di Gabriella Cristiani (Italia)
- In viaggio con Patrizia, regia di Alberto Grifi (Italia)
- L'udienza, regia di Marco Ferreri (Italia, Francia)
- La rabbia regia di Pier Paolo Pasolini, Giovanni Guareschi (Italia)
- Marco Ferreri, il regista che venne dal futuro, regia di Mario Canale (Italia)
- Radiototò, teletotò, regia di Silvana Palumbieri (Italia)
- Totò e Carolina, regia di Mario Monicelli (Italia)
- Transes / Al Hal, regia di Ahmed El Maanouni (Marocco)
- Un principe chiamato Totò, regia di Fabrizio Berruti (Italia)

#### D'essai
- In mezzo scorre il fiume (A River Runs Through It), regia di Robert Redford (Stati Uniti, 1993)
- Aanghotha chaap, regia di Sai Paranjpye (India, 1988)
- Admi aut aurat, regia di Tapan Sinha (India, 1982)
- Tutti gli uomini del presidente (All the President's Men), regia di Alan J. Pakula (Stati Uniti, 1976)
- Andare e venire, regia di Giuseppe Bertolucci (Italia, 1972)
- Aparajito, regia di Satyajit Ray (India, 1956)
- Il mondo di Apu (Apu Sansar), regia di Satyajit Ray (India, 1959)
- Arcana, regia di Giulio Questi (Italia, 1972)
- Chaalchitra, regia di Mrinal Sen (India, 1981)
- Chakra, regia di Dharmaraj Rabinda (India, 1981)
- Chi lavora è perduto, regia di Tinto Brass (Itali, 1963)
- Colpo rovente, regia di Piero Zuffi (Italia, 1969)
- Gli spericolati (Downhill Racer), regia di Michael Ritchie (Stati Uniti, 1969)
- Dopo la prova (Efter Repetitionen), regia di Ingmar Bergman (Francia, Italia, 1984)
- Ek Din Achanak, regia di Mrinal Sen (India, 1989)
- Fascista, regia di Nico Naldini (Itali, 1973)
- Fermate il mondo... voglio scendere!, regia di Giancarlo Cobelli (Italia, 1970)
- Quei bravi ragazzi (Goodfellas), regia di Martin Scorsese (Stati Uniti, 1990)
- Gudia, regia di Goutam Ghose (India, 1997)
- Havana, regia di Sydney Pollack (Stati Uniti, 1990)
- Il passo (ep. di Amori pericolosi), regia di Giulio Questi (Italia, 1964)
- Il silenzio è complicità, regia di Laura Betti (Italia, 1976)
- Tempo lavorativo e Tempo libero, regia di Tinto Brass (Italia, 1964)
- Irriverente Ferreri, regia di Maite Carpio (Italia, 2007)
- La rivincita di Natale, regia di Pupi Avati (Italia, 2004)
- La salute è malata (I poveri muoiono prima), regia di Bernardo Bertolucci (Italia, 1971)
- Mean Streets, regia di Martin Scorsese (Stati Uniti, 1973)
- New York, New York, regia di Martin Scorsese (Stati Uniti, 1977)
- Un sogno lungo un giorno (One from the Heart), regia di Francis Ford Coppola (Stati Uniti, 1982)
- La traversata (Paar), regia di Goutam Ghose (India, 1984)
- Padma nadir mahj, regia di Goutam Ghose (India, 1992)
- Il lamento sul sentiero (Pather Panchali), regia di Satyajit Ray (India, 1955)
- Ray, regia di Goutam Ghose (India, 1999)
- Salaam Bombay!, regia di Mira Nair (India, 1988)
- Lettere d'amore (Stanley & Iris), regia di Martin Ritt (Stati Uniti, 1990)
- Sul ponte sventola bandiera bianca di Kim Arcalli, Gianni Scarabello (Italia, 1957)
- Superviktor - Agosto '96, regia di Franco Rea (Italia, 2006)
- L'età dell'innocenza (The Age of Innocence), regia di Martin Scorsese (Stati Uniti, 1993)
- Il padrino - Parte III (The Godfather: Part III), regia di Francis Ford Coppola (Stati Uniti, 1990)
- Re per una notte (The King of Comedy), regia di Martin Scorsese (Stati Uniti, 1983)
- L'ultima tentazione di Cristo (The Last Temptation of Christ), regia di Martin Scorsese (Stati Uniti, 1988)
- L'ultimo valzer (The Last Waltz), regia di Martin Scorsese (Stati Uniti, 1978)
- Il mattino dopo (The Morning After), regia di Sidney Lumet (Stati Uniti, 1986)
- Il migliore (The Natural), regia di Barry Levinson (Stati Uniti, 1984)
- The New World, regia di Terrence Malick (Stati Uniti, 2005)
- La sottile linea rossa (The Thin Red Line), regia di Terrence Malick (Stati Uniti, 1998)
- I tre giorni del Condor (Three Days of the Condor), regia di Sydney Pollack (Stati Uniti, 1975)
- Ultimo tango a Parigi, regia di Bernardo Bertolucci (Italia, 1972)
- Zabriskie Point, regia di Michelangelo Antonioni (Stati Uniti, 1970)

### Alice nella città

#### Première/Alice
- Winx Club - Il segreto del regno perduto, regia di Iginio Straffi (Italia)
- Come d'incanto, regia di Kevin Lima (Stati Uniti)
- La musica nel cuore, regia di Kirsten Sheridan (Stati Uniti)

#### Alice Young Adult
- Have Dreams, Will Travel, regia di Brad Isaacs (Stati Uniti)
- And When Did You Last See Your Father?, regia di Anand Tucker (Gran Bretagna)
- Choose Connor, regia di Luke Eberl (Stati Uniti)
- La Tête de maman, regia di Carine Tardieu (Francia)
- Noonbushin Narae (Meet Mr. Daddy), regia di Kwang Su Park (Corea del Sud)
- Partes usadas, regia di Aarón Fernández (Messico)
- September, regia di Peter Carstairs (Australia)

#### Alice K-12
- Canvas, regia di Joseph Dominic Greco (Stati Uniti)
- Sotto le rovine del Buddha (Buda az sharm foru rikht), regia di Hana Makhmalbaf (Iran, Francia)
- Toku no Sora ni Kieta, regia di Isao Yukisada (Giappone)
- La stessa luna (La misma luna), regia di Patricia Riggen (Messico, Stati Uniti)
- Sopravvivere coi lupi (Survivre avec les loups), regia di Véra Belmont (Francia, Belgio, Germania)
- Seachd - The Inaccessible Pinnacle, regia di Simon Miller (Scozia)
- Un Chateau en Espagne, regia di Isabelle Doval (Francia)

### New Cinema Network
- Avril, regia di Gérald Hustache-Mathieu (Francia)
- Ex Drummer, regia di Koen Mortier (Belgio)
- Fragile, regia di Laurent Nègre (Svizzera)
- Inatteso, regia di Domenico Distilo (Italia)
- Io, l'altro, regia di Mohsen Melliti (Italia)
- Klass, regia di Ilmar Raag (Estonia)
- L'orchestra di piazza Vittorio, regia di Agostino Ferrente (Italia)
- Madeinusa, regia di Claudia Llosa (Spagna, Perù)
- Müetter, regia di Dominique Lienhard (Francia)
- Pura sangre, regia di Leo Ricciardi (Spagna, Argentina)
- Strength and Honour, regia di Mark Mahon (Irlanda)
- Voleurs de chevaux, regia di Micha Wald (Belgio, Francia, Canada)
- Was am Ende zählt, regia di Julia von Heinz (Germania)
- Z odzysku, regia di Slawomir Fabicki (Polonia)

### Focus India
- Gandhi My Father, regia di Feroz Khan
- Guru, regia di Mani Ratnam
- Khoya Khoya Chand, regia di Sudhir Mishra

## Premi

### Premi principali
La giuria popolare presieduta da Danis Tanović ha assegnato i seguenti premi:
- Premio Marco Aurelio al miglior film: Juno, regia di Jason Reitman (Stati Uniti d'America)
- Premio Marco Aurelio alla migliore interprete femminile: Jang Wenli per Li Chun (And the Spring Comes), regia di Chang Wei Gu (Cina)
- Premio Marco Aurelio al migliore interprete maschile: Rade Šerbedžija per Fugitive Pieces, regia di Jeremy Podeswa (Canada, Grecia)
- Premio speciale della Giuria: Hafez, regia di Abolfazl Jalili (Iran, Giappone)

Acting Award 2007 a Sophia Loren

### Premi collaterali
- Premio Fastweb al miglior film della sezione Première: Into the Wild - Nelle terre selvagge, regia di Sean Penn (Stati Uniti)
  - Premio Fastweb - Menzione speciale a Giorni e nuvole, regia di Silvio Soldini (Italia, Svizzera)
- Premio L.A.R.A. (Libera associazione rappresentanza di artisti) al miglior interprete italiano: Giuseppe Battiston per La giusta distanza, regia di Carlo Mazzacurati (Italia)
- Premio CULT al miglior documentario presentato nella sezione Extra: Forbidden Lie$, regia di Anna Broinowski (Australia)
  - Premio CULT - Menzione speciale a Manda Bala, regia di Jason Kohn (Stati Uniti)
- Premio Enel Cuore al miglior documentario sociale presentato nella sezione Extra: War/Dance, regia di Sean Fine, Andrea Nix-Fine (Stati Uniti)
- Premio Alice nella Città K 12: Canvas, regia di Joseph Dominic Greco (Stati Uniti)
- Premio Alice nella Città Young Adult: Noonbushin Narae (Meet Mr. Daddy), regia di Kwang Su Park (Corea del Sud)

## I commenti alla vigilia
Sopite, rispetto alla prima edizione, le polemiche sulla contrapposizione con Venezia (probabilmente anche grazie ad un'edizione veneziana particolarmente riuscita), quest'anno si è tentato di accenderne di nuove dando risalto sulla stampa all'esclusione della Festa di Roma dalla lista dei 50 festival cinematografici imperdibili pubblicata a settembre dalla rivista Variety. In realtà si tratta di una scelta comprensibile, trattandosi di una manifestazione neonata, ancor priva di tradizione e chiara identità, e va contestualizzata considerando l'esclusione dalla lista anche di festival affermati come Locarno, Torino o Rotterdam, ai quali sono stati preferiti festival più piccoli, ma specializzati.

## Il bilancio finale
Il bilancio ufficiale in termini numerici parla di una moderata crescita rispetto alla prima edizione, un positivo consolidamento per una manifestazione di così recente istituzione: 670 proiezioni su 33 schermi contro le 650 proiezioni su 23 schermi del 2006 (con una lieve riduzione del numero dei film delle selezioni ufficiali), 62.000 biglietti venduti (più 18.000 abbonamenti) contro i 55.000 dell'anno prima, 7.010 accreditati contro 6.837, complessivamente seicentomila visitatori della Festa, del Villaggio e delle mostre contro quattrocentottantamila.

## Pubblicazioni
- Catalogo 2007 (PDF), Roma, Cinema. Festa internazionale di Roma, 2007.